# Gnophos annubilata
Gnophos annubilata là một loài bướm đêm trong họ Geometridae.